# Stefano Canzio (regista)
Stefano Canzio (Catanzaro, 28 novembre 1915 – Morlupo, 14 giugno 1991) è stato un giornalista e regista italiano.

## Biografia
Giornalista professionista, inizia a Roma alla fine degli anni trenta la sua attività di documentarista, divenendo nel dopoguerra redattore capo della Settimana Incom. Approda alla regia nel 1954, lavorando a dei programmi culturali e varietà per la Rai.
Nel 1950 inizia la sua attività nel cinema, sia come regista che come soggettista e montatore.

## Filmografia

### Regista
- Campionato mondiale di calcio - documentario (1950)
- Fiorenzo, il terzo uomo (1951)
- Motivo in maschera (1955)
- Terra mare cielo - documentario (1957)
- Canzoni a tempo di twist (1962)

### Sceneggiatore
- Piume al vento, regia di Ugo Amadoro (1951)
- O.K. Connery, regia di Alberto De Martino (1966)
- L'assistente sociale tutto pepe, regia di Nando Cicero (1981)

## Programmi televisivi
- Ci vediamo stasera (Secondo Programma, 1967) - regista